# Soir bleu
Soir bleu est un tableau du peintre américain Edward Hopper réalisé en 1914. Cette huile sur toile est une scène de genre représentant la terrasse d'un café parmi les personnages duquel une femme debout et un clown assis nous font face. Don de Josephine N. Hopper, elle est conservée au Whitney Museum of American Art, à New York.

## Description
Inspiré par L'Atelier du peintre de Gustave Courbet, un tableau qu'il a découvert lors de sa visite du Salon d'automne en 1906, Hopper rassemble autour d'une même table, au centre de sa composition, un artiste portant béret, barbe et cigarette, un militaire reconnaissable à ses  épaulettes à franges et, leur faisant face, un clown blanc au maquillage souligné de rouge, fumant une cigarette et évoquant Pierrot. En retrait, debout, une femme au décolleté plongeant, outrageusement maquillée, avec à sa droite, seul à une table, un homme qui est manifestement son souteneur, maquereau moustachu à casquette (une étude préparatoire affirme clairement le rôle de ce dernier), séparé de la scène principale par un poteau à l'aplomb du peintre. À une autre table ronde, à droite, un couple bourgeois toise la scène. Le peintre, alors installé à Greenwich Village après plusieurs voyages en Europe, peint ainsi ses souvenirs de Paris.

## Réception
Cette scène de café parisien aux lampions, théâtrale et mystérieuse, fut rejetée par la critique la seule fois où elle fut exposée, grande toile à côté d'un tableau plus petit, New York Corner,, lors d'une exposition collective au Mac-Dowell Club, à New York, en 1915. Hopper dit de ce tableau qu'il fut « l'un de ses favoris ». Pourtant affecté par les critiques, Hopper ne la montra plus. Elle fut même roulée à l'abri des regards, et ne fut retrouvée et identifiée qu'après sa mort. 